# Diplomystes chilensis
Diplomystes chilensis är en fiskart som först beskrevs av Molina 1782.  Diplomystes chilensis ingår i släktet Diplomystes och familjen Diplomystidae. IUCN kategoriserar arten globalt som otillräckligt studerad. Inga underarter finns listade i Catalogue of Life.